# Wide receiver

Wide receiver (WR) (skrzydłowy) – pozycja zawodnika w futbolu amerykańskim i kanadyjskim. Zawodnik ten należy do formacji ataku a jego zadaniem jest odbiór piłki podawanej przez rozgrywającego i jak najdalszy bieg z nią. Najczęściej skrzydłowy biegnie w wyznaczonym w zagrywce kierunku i w odpowiednim momencie odwraca się lub wyciąga ręce i łapie piłkę. Z tego powodu bywają najczęściej jednymi z najszybszych i najzwinniejszych zawodników w drużynie.
Skrzydłowemu w złapaniu piłki przeszkadzają zawodnicy z formacji obronnej, przez co często się zdarza, że to właśnie podczas podania do skrzydłowego następuje przechwyt (ang. interception) drużyny broniącej, co wiąże się ze zmianą ról na boisku (drużyna broniąca przechodzi w posiadanie piłki i to ona teraz atakuje). Ale jeśli skrzydłowemu uda się odebrać kilkudziesięciojardowe podanie, a do tego przebiegnie jeszcze trochę jardów, wtedy takie zagranie przynosi drużynie atakującej duże korzyści.